# James S. Albus
Pour les articles homonymes, voir Albus.
James Sacra Albus, né le 4 mai 1935 à Louisville, Kentucky, et mort le 17 avril 2011 à Kensington, Maryland, était un ingénieur américain, personnalité du NIST et fondateur du département Systèmes Intelligents du Laboratoire d'Ingénierie Mécanique au National Institute of Standards and Technology.

## Biographie
Né à Louisville, James S. Albus obtient une licence en physique au Wheaton College, dans l'Illinois, en 1957 puis une maîtrise en ingénierie électrique à Université d'État de l'Ohio en 1958. Il devient en 1972 docteur en ingénierie électrique à l'Université du Maryland.
De 1957 à 1973, James Albus travaille à la NASA en commençant comme ingénieur physicien sur le Programme Vanguard au laboratoire de recherche navale de Washington D.C.. De 1958 à 1969 il travaille au Goddard Space Flight Center où en 1963 il rejoint la section des techniques vidéos. De 1969 à 1973, il dirige la section Développement de Sous-systèmes et Cybernétique. Dans les années 1960 il est associé au Programme Vanguard et responsable de la mise en place des senseurs optiques sur sept satellites Goddard, plus de dix fusées-sonde, et plus de quinze véhicules spatiaux de la NASA.
Entre 1973 et 2008, James S. Albus travaille au National Bureau of Standards (NBS) (« Bureau national des normes ») renommé en 1980 en National Institute of Standards and Technology (NIST). De mars 1973 à juin 1980 il dirige un projet pour une technologie de contrôle des ordinateurs et capteurs, c'est durant cette période que le professeur développe le modèle de réseaux de neurones Cerebellar Model Arithmetic Computer (CMAC). De juin 1980 à janvier 1981, Albus dirige le Programmable Automation Group au NBS et développe l'architecture de référence du modèle de système de contrôle en temps réel pour le Automated Manufacturing Research Facility (« Centre de recherche sur la fabrication automatisée »). De 1981 à 1996, il fonde et dirige le Robot Systems Division (qu'on peut traduire par la Division des Systèmes robotisés) au NIST. C'est lui qui s'occupe d'engager du personnel et d'acquérir des fonds. Il est également responsable du développement du RoboCrane et d'autres applications de l'architecture RCS pour la DARPA, la NASA, l'ARL, l'US Bureau of Mines, Ford ou encore General Motors. Entre 1995 et 1998, Albus dirige une équipe de 35 scientifiques et ingénieurs avec un budget de plus de 8 millions de dollars par an. Ainsi est développé l'architecture 4D/RCS pour l'Army Research Lab (ARL, ou Laboratoire de Recherche de l'armée), c'est le troisième prototype d'un programme de véhicule autonome. De 1998 à 2008 ses compétences ne font aucun doute au National Institute of Standards and Technology, c'est un Senior NIST Fellow. Il est le référent technique de la division des systèmes intelligents et l'investigateur principale de l'implémentation d'un projet de véhicule terrestre intelligent pour la DARPA.

## Travail
Le Docteur Albus était reconnu pour ses contributions aux cervelets robotiques, le développement d'un système de manipulation à deux mains réputé : le Robocrane (qui est une version en forme de crâne de l'idée de la Plateforme Stewart), ainsi qu'un concept économique original du nom de « Peoples' Capitalism » (ou le « Capitalisme des peuples »). Peoples' Capitalism s'inspire des travaux de Louis O. Kelso (en) et répond à la question « comment vivrions nous sans travail ? », si fréquemment posée dans les discussions de nanotechnologie moléculaire.
Les préoccupations de la vision d'Albus sont : un monde sans pauvreté, un monde de prospérité, un monde sans pollution, un monde sans guerres et incluant un plan détaillé pour l'accomplissement de soi.

### Théorie du cerveau
L'année 1971, il publie une nouvelle théorie sur les fonctions des cervelets qui modifie et étend la précédente théorie publiée par David Marr en 1969. Ces travaux sont régulièrement cités par des neuro-scientifiques comme la théorie des cervelets de Marr-Albus. Ils continuent à inspirer des expériences regroupant des neuro-physiologistes partout dans le monde. La part d'Albus dans la théorie de Marr-Albus a également eu un impact incalculable dans plusieurs domaines notamment les réseaux de neurones, la robotique et les systèmes de machines intelligentes.

### Réseaux de neurones
Basé sur son modèle de cervelet, Albus invente un nouveau type de calculateur de réseaux de neurones, le Cerebellar Model Articulation Controller (en) (CMAC) (« contrôleur d'articulations du modèle des cervelets » en français). Le CMAC reçoit le prix IR-100 de l'Industrial Research Magazine pour avoir créé une innovation parmi les 100 plus importantes innovations industrielles de l'année 1976. Aujourd'hui le CMAC continue de stimuler la recherche à propos des réseaux de neurones. Il a plusieurs avantages importants en comparaison des algorithmes d'apprentissage pour réseaux de neurones traditionnels, par exemple il permet de manipuler des ordres de grandeur plus grand, permet de faire apprendre plus rapidement des fonctions non-linéaires que la technique rétro-propagation et est plus rapide à l'exécution. Cela le rend particulièrement utile pour les applications nécessitant des réactions en temps réel.